# Чемпіонат Швеції з бенді 1912
 Чемпіонат Швеції з бенді: 1912 — 6-й сезон турніру з хокею з м'ячем (бенді), який проводився за кубковою системою. 
Переможцями змагань стали клуби  ІФК Уппсала та «Юргорден» ІФ (Стокгольм).

## Турнір

### Чвертьфінал
- АІК Стокгольм - БК-1911 7-1
- ІФК Уппсала - «Юганнесгоф» ІФ (Стокгольм)  6-1
- «Юргорден» ІФ (Стокгольм) - ІФК Стренгнес 4-1
- ІФК Стокгольм - «Шекрігссколанс» ІФ (Тебю)  1-2 (перервано через темряву)

#### Перегравання чверьтфіналу
- «Шекрігссколанс» ІФ (Тебю) - ІФК Стокгольм  4-4
- ІФК Стокгольм - «Шекрігссколанс» ІФ (Тебю)  4-1

### Півфінал
- ІФК Уппсала -  АІК Стокгольм  4-3
- «Юргорден» ІФ (Стокгольм) - ІФК Стокгольм  4-3

### Фінал
17 березня 1912, Стокгольм
- ІФК Уппсала - «Юргорден» ІФ (Стокгольм)  1-1